# 梅霍拉达
梅霍拉达，是西班牙卡斯蒂利亚-拉曼恰托莱多省的一个市镇。总面积46平方公里，总人口1185人（2001年），人口密度26人/平方公里。